# Лентини
Лентини (итал. Lentini, сиц. Lintini) — коммуна в Италии, в регионе Сицилия, подчиняется административному центру Сиракуза. Население составляет 21 353 жителей по данным за март 2024 года, плотность населения — 110 человек на квадратный километр. Занимает площадь 215,75 квадратного километра. Почтовый индекс — 96016. Телефонный код — 095.
Покровителем коммуны почитается Альфий. Праздник ежегодно празднуется 10 мая, 2 сентября.

## История
Греческая колония Леонтины основана в 729 году до н. э. жителями близлежащей халкидской колонии Наксос.

## Известные жители и уроженцы
- Евфалия (III век) — святая мученица.